# Alekséyevski
Alekséyevski (del ruso: Алексеевский) es un jútor del raión de Gulkévichi del krai de Krasnodar, en el sur de Rusia. Está situado a orillas del arroyo Zelenchuk, afluente del río Zelenchuk Treti, 16 km al sureste de Gulkévichi y 130 km al este de Krasnodar, la capital del krai. Tenía 486 habitantes en 2010.
Pertenece al municipio Sokolovskoye.